# Primera División femenina de fútbol sala 2003-04
La temporada 2003-04 de Primera División es la 10.ª edición de la máxima categoría de la Liga Nacional de Fútbol Sala Femenina de España. La competición se disputa anualmente, empezó el 28 de septiembre de 2003, y terminó 29 de mayo de 2004.
La Primera División consta de un grupo único integrado por catorce equipos. Siguiendo un sistema de liga, los catorce equipos se enfrentan todos contra todos en dos ocasiones -una en campo propio y otra en campo contrario- sumando un total de 26 jornadas. El orden de los encuentros se decide por sorteo antes de empezar la competición. La clasificación final se establece con arreglo a los puntos totales obtenidos por cada equipo al finalizar el campeonato. Los equipos obtienen tres puntos por cada partido ganado, un punto por cada empate y ningún punto por los partidos perdidos. El equipo que más puntos sume al final del campeonato será proclamado campeón de Liga y los que finalizan en las tres últimas posiciones descienden de categoría.
El UCAM Murcia es el equipo defensor del título, y el Taberna Andaluza descendió de categoría y su plaza fue ocupada por los equipos El Palmar, Teldeportivo y Foticos Zaragoza.

## Información de los equipos
| Club                    | Ciudad               | Comunidad Autónoma   | Entrenador/a       | Pabellón             | Aforo |
| ----------------------- | -------------------- | -------------------- | ------------------ | -------------------- | ----- |
| UCAM El Pozo Murcia     | Murcia               | Región de Murcia     | Estrella Fernández | Príncipe de Asturias | 3.000 |
| Femesala Elche          | Elche                | Comunidad Valenciana | Carlos Navarro     | Esperanza Lag        | 1.814 |
| Hegoalde Tolosa         | Tolosa               | País Vasco           | Bandera de España  | Berazubi             |       |
| Futsi Navalcarnero      | Navalcarnero         | Comunidad de Madrid  | Felix Aranda       | La Estación          | 1.500 |
| Tecnocasa Móstoles      | Móstoles             | Comunidad de Madrid  | Basilio López      | Villafontana         | 450   |
| C.D. Ourense            | Orense               | Galicia              | Javier Millán      | Os Remedios          | 2.500 |
| CD Nazaret              | Jerez de la Frontera | Andalucía            | Juan Carlos Gálvez | Ruiz Mateos          |       |
| Racing Delicias         | Zaragoza             | Aragón               | Francisco Beltrán  | La Granja            |       |
| Racing de Santander FSF | Cabezón de la Sal    | Cantabria            | Chus               | Matilde de la Torre  |       |
| Valdetires Meirás       | Ferrol               | Galicia              | Manuel Picos       | Ensanche             |       |
| Kettal Fuenlabrada      | Fuenlabrada          | Comunidad de Madrid  | Raul Martínez      | El Trigal            |       |
| CD El Palmar FS         | Murcia               | Región de Murcia     | J.F. Noguera       | Municipal el Palmar  |       |
| AD Teldeportivo         | Telde                | Canarias             | Jorge Garrido      | Rita Hernández       |       |
| Foticos Zaragoza        | Zaragoza             | Aragón               | Víctor Poso        | La Granja            |       |

### Cambios de entrenadores
| Equipo          | Entrenador (Jornadas) | Fecha de vacante        | Posición en la tabla | Entrenador entrante | Fecha de nombramiento   |  |
| --------------- | --------------------- | ----------------------- | -------------------- | ------------------- | ----------------------- |  |
| AD Teldeportivo | Jorge Garrido (1-8)   | 18 de noviembre de 2003 |                      | Vicente Vega (9- )  | 20 de noviembre de 2003 |  |

## Equipos por comunidad autónoma
|
| Comunidad autónoma   | N.º | Equipos                                                     |
| -------------------- | --- | ----------------------------------------------------------- |
| Comunidad de Madrid  | 3   | Futsi Navalcarnero, Tecnocasa Móstoles, Kettal Fuenlabrada. |
| Región de Murcia     | 2   | UCAM El Pozo Murcia y CD El Palmar FS.                      |
| Aragón               | 2   | Racing Delicias Foticos Zaragoza.                           |
| Galicia              | 2   | C.D. Ourense Valdetires Meirás.                             |
| Comunidad Valenciana | 1   | Femesala Elche.                                             |
| País Vasco           | 1   | Hegoalde Tolosa.                                            |
| Andalucía            | 1   | CD Nazaret.                                                 |
| Cantabria            | 1   | Racing de Santander FSF.                                    |
| Canarias             | 1   | AD Teldeportivo.                                            |

## Clasificación
|                                          |     | Equipos             | PJ | G  | E | P  | GF  | GC  | Dif. | Pts. |
| ---------------------------------------- | --- | ------------------- | -- | -- | - | -- | --- | --- | ---- | ---- |
|                                          | 1.  | Femesala Elche      | 26 | 24 | 1 | 1  | 175 | 41  | +134 | 73   |
|                                          | 2.  | UCAM Murcia         | 26 | 18 | 2 | 6  | 138 | 76  | +62  | 56   |
|                                          | 3.  | Futsi Navalcarnero  | 26 | 15 | 4 | 7  | 114 | 73  | +41  | 49   |
|                                          | 4.  | Tecnocasa Móstoles  | 26 | 15 | 2 | 9  | 101 | 85  | +16  | 47   |
|                                          | 5.  | Kettal Fuenlabrada  | 26 | 12 | 3 | 11 | 95  | 84  | +11  | 39   |
|                                          | 6.  | Hegoalde Tolosa     | 26 | 12 | 2 | 12 | 92  | 97  | -5   | 38   |
|                                          | 7.  | Foticos Zaragoza    | 26 | 12 | 2 | 12 | 75  | 92  | -17  | 38   |
|                                          | 8.  | Teldeportivo        | 26 | 10 | 3 | 13 | 98  | 109 | -11  | 33   |
|                                          | 9.  | CD Ourense          | 26 | 10 | 2 | 14 | 100 | 135 | -35  | 32   |
|                                          | 10. | Racing Delicias     | 26 | 8  | 5 | 13 | 78  | 97  | -19  | 29   |
|                                          | 11. | Valdetires Meirás   | 26 | 8  | 5 | 13 | 76  | 100 | -24  | 29   |
|                                          | 12. | Nazaret             | 26 | 8  | 3 | 15 | 97  | 110 | -13  | 27   |
|                                          | 13. | Racing de Santander | 26 | 6  | 2 | 18 | 90  | 151 | -61  | 20   |
|                                          | 14. | El Palmar           | 26 | 5  | 2 | 19 | 78  | 138 | -60  | 17   |
| Última actualización: 29 de mayo de 2004 |     |                     |    |    |   |    |     |     |      |      |

|  | Campeón de Liga                       |
|  | Descendido a Segunda División 2004-05 |

|                                    |
| Bandera de la Comunidad Valenciana |
| Campeón Femesala Elche 4.º título  |

## Resultados
Los horarios corresponden a la CET (Hora Central Europea) UTC+1 en horario estándar y UTC+2 en horario de verano para los partidos disputados en la peninsula y UTC+0 en horario estándar y UTC+1 en horario de verano para los partidos disputados en las Islas Canarias.
| Ourense            | 3 - 4  | Tecnocasa Móstoles  | 28 de septiembre | 17:00 | Remedios       |     |
| El Palmar          | 6 - 5  | Racing Delicias     | 28 de septiembre | 18:00 | Mun. El Palmar |     |
| Futsi Navalcarnero | 11 - 3 | Valdetires Meirás   | 28 de septiembre | 18:30 | La Estación    | 100 |
| Nazaret            | 2 - 5  | Femesala Elche      | 28 de septiembre | 18:30 | Ruiz Mateos    |     |
| Kettal Fuenlabrada | 6 - 0  | Racing de Santander | 28 de septiembre | 19:00 | El Trigal      |     |
| Hegoalde Tolosa    | 4 - 1  | Teldeportivo        | 28 de septiembre | 20:00 | Berazubi       |     |
| Foticos Zaragoza   | 2 - 5  | UCAM Murcia         | 29 de septiembre | 12:00 | Delicias       |     |

| UCAM Murcia         | 7 - 4 | El Palmar          | 4 de octubre | 16:30        | Príncipe de Asturias | 60  |
| Tecnocasa Móstoles  | 4 - 2 | Hegoalde Tolosa    | 4 de octubre | 18:00        | Villafontana         |     |
| Racing Delicias     | 7 - 4 | Ourense            | 4 de octubre | 18:00        | Ciudad Zaragoza      |     |
| Racing de Santander | 2 - 5 | Futsi Navalcarnero | 4 de octubre | 18:00        | Matilde de la Torre  | 300 |
| Femesala Elche      | 2 - 1 | Kettal Fuenlabrada | 4 de octubre | 18:30        | Altabix              |     |
| Teldeportivo        | 4 - 4 | Nazaret            | 4 de octubre | 18:30 (h.i.) | Rita Hernández       |     |
| Valdetires Meirás   | 2 - 2 | Foticos Zaragoza   | 4 de octubre | 19:15        | Ensanche             |     |

| El Palmar          | 1 - 2 | Valdetires Meirás   | 11 de octubre | 16:30        |             |  |
| Ourense            | 3 - 4 | UCAM Murcia         | 11 de octubre | 17:00        | Os Remedios |  |
| Futsi Navalcarnero | 1 - 1 | Femesala Elche      | 11 de octubre | 18:30        | La Estación |  |
| Nazaret            | 1 - 0 | Kettal Fuenlabrada  | 11 de octubre | 18:30        | Ruiz Mateos |  |
| Foticos Zaragoza   | 4 - 2 | Racing de Santander | 11 de octubre | 18:30        | La Granja   |  |
| Teldeportivo       | 7 - 3 | Tecnocasa Móstoles  | 11 de octubre | 18:30 (h.i.) |             |  |
| Hegoalde Tolosa    | 3 - 3 | Racing Delicias     | 11 de octubre | 20:00        | Berazubi    |  |

| UCAM Murcia         | 9 - 2 | Hegoalde Tolosa    | 18 de octubre | 18:00 | Príncipe de Asturias |     |
| Racing Delicias     | 3 - 1 | Teldeportivo       | 18 de octubre | 18:00 | Delicias             |     |
| Racing de Santander | 2 - 2 | El Palmar          | 18 de octubre | 18:30 |                      |     |
| Femesala Elche      | 5 - 1 | Foticos Zaragoza   | 18 de octubre | 18:30 | Esperanza Lag        |     |
| Tecnocasa Móstoles  | 6 - 3 | Nazaret            | 18 de octubre | 18:30 | Villafontana         |     |
| Kettal Fuenlabrada  | 3 - 3 | Futsi Navalcarnero | 18 de octubre | 19:00 | El Trigal            |     |
| Valdetires Meirás   | 5 - 6 | Ourense            | 18 de octubre | 19:15 | Ensanche             | 200 |

| Ourense            | 7 - 3 | Racing de Santander | 25 de octubre | 16:30        | Los Remedios       |     |
| Hegoalde Tolosa    | 5 - 2 | Valdetires Meirás   | 25 de octubre | 18:00        | Berazubi           |     |
| Teldeportivo       | 6 - 9 | UCAM Murcia         | 25 de octubre | 18:00 (h.i.) | Rita Hernández     |     |
| Nazaret            | 2 - 3 | Futsi Navalcarnero  | 25 de octubre | 18:30        | Ruiz Mateos        |     |
| Tecnocasa Móstoles | 2 - 1 | Racing Delicias     | 25 de octubre | 18:30        | Villafontana       |     |
| El Palmar          | 0 - 7 | Femesala Elche      | 26 de octubre | 12:00        | Mun. El Palmar     | 120 |
| Foticos Zaragoza   | 3 - 2 | Kettal Fuenlabrada  | 26 de octubre | 12:00        | Ciudad de Zaragoza |     |

| UCAM Murcia         | 5 - 2  | Tecnocasa Móstoles | 1 de noviembre | 16:30 | Príncipe de Asturias |     |
| Valdetires Meirás   | 6 - 4  | Teldeportivo       | 1 de noviembre | 18:00 | Ensanche             | 200 |
| Racing de Santander | 7 - 6  | Hegoalde Tolosa    | 1 de noviembre | 18:00 |                      |     |
| Futsi Navalcarnero  | 3 - 3  | Foticos Zaragoza   | 1 de noviembre | 18:30 |                      |     |
| Kettal Fuenlabrada  | 0 - 2  | El Palmar          | 1 de noviembre | 19:00 | El Trigal            |     |
| Femesala Elche      | 10 - 2 | Ourense            | 1 de noviembre | 19:30 | Esperanza Lag        |     |
| Racing Delicias     | 4 - 6  | Nazaret            | 2 de noviembre | 11:45 | Ciudad de Zaragoza   |     |

| El Palmar          | 1 - 3  | Futsi Navalcarnero  | 8 de noviembre | 18:00        |                 |     |
| Nazaret            | 0 - 2  | Foticos Zaragoza    | 8 de noviembre | 18:00        | Ruiz Mateos     |     |
| Ourense            | 3 - 3  | Kettal Fuenlabrada  | 8 de noviembre | 18:00        | Os Remedios     |     |
| Racing Delicias    | 3 - 3  | UCAM Murcia         | 8 de noviembre | 18:00        | Ciudad Zaragoza |     |
| Tecnocasa Móstoles | 6 - 4  | Valdetires Meirás   | 8 de noviembre | 18:00        | Villafontana    | 100 |
| Teldeportivo       | 11 - 4 | Racing de Santander | 8 de noviembre | 18:00 (h.i.) |                 |     |
| Hegoalde Tolosa    | 3 - 5  | Femesala Elche      | 8 de diciembre | 12:00        | Berazubi        |     |

| Femesala Elche      | 4 - 0 | Teldeportivo       | 16 de noviembre | 18:00 | Esperanza Lag        | 300 |
| Foticos Zaragoza    | 5 - 3 | El Palmar          | 16 de noviembre | 18:00 | La Granja            |     |
| Kettal Fuenlabrada  | 4 - 2 | Hegoalde Tolosa    | 16 de noviembre | 18:00 | El Trigal            |     |
| Futsi Navalcarnero  | 7 - 3 | Ourense            | 16 de noviembre | 18:00 | La Estación          |     |
| Racing de Santander | 0 - 3 | Tecnocasa Móstoles | 16 de noviembre | 18:00 |                      |     |
| UCAM Murcia         | 5 - 2 | Nazaret            | 16 de noviembre | 18:00 | Príncipe de Asturias |     |
| Valdetires Meirás   | 1 - 0 | Racing Delicias    | 16 de noviembre | 19:15 | Ensanche             |     |

| Hegoalde Tolosa    | 2 - 1 | Futsi Navalcarnero  | 22 de noviembre | 18:00        | Berazubi             |     |
| Nazaret            | 9 - 0 | El Palmar           | 22 de noviembre | 18:00        | Ruiz Mateos          |     |
| Ourense            | 3 - 7 | Foticos Zaragoza    | 22 de noviembre | 18:00        | Los Remedios         |     |
| Racing Delicias    | 7 - 0 | Racing de Santander | 22 de noviembre | 18:00        | Ciudad de Zaragoza   |     |
| Tecnocasa Móstoles | 2 - 4 | Femesala Elche      | 22 de noviembre | 18:00        | Villafontana         |     |
| UCAM Murcia        | 7 - 1 | Valdetires Meirás   | 22 de noviembre | 18:00        | Príncipe de Asturias | 300 |
| Teldeportivo       | 6 - 2 | Kettal Fuenlabrada  | 22 de noviembre | 18:00 (h.i.) |                      |     |

| Valdetires Meirás   | 3 - 3  | Nazaret            | 29 de noviembre | 18:00 | Ensanche      | 100 |
| Femesala Elche      | 7 - 0  | Racing Delicias    | 6 de diciembre  | 12:00 | Esperanza Lag |     |
| El Palmar           | 6 - 8  | Ourense            | 7 de diciembre  | 12:00 |               |     |
| Foticos Zaragoza    | 5 - 1  | Hegoalde Tolosa    | 7 de diciembre  | 18:00 | La Granja     |     |
| Kettal Fuenlabrada  | 3 - 3  | Tecnocasa Móstoles | 7 de diciembre  | 18:00 | El Trigal     |     |
| Futsi Navalcarnero  | 3 - 0  | Teldeportivo       | 7 de diciembre  | 18:00 | La Estación   |     |
| Racing de Santander | 0 - 11 | UCAM Murcia        | 7 de diciembre  | 18:00 |               |     |

| Tecnocasa Móstoles | 5 - 4 | Futsi Navalcarnero  | 13 de diciembre | 18:00        | Villafontana         | 200 |
| Teldeportivo       | 4 - 3 | Foticos Zaragoza    | 13 de diciembre | 18:00 (h.i.) | Paco Artiles         |     |
| UCAM Murcia        | 4 - 5 | Femesala Elche      | 13 de diciembre | 18:30        | Torre Puente Tocinos |     |
| Hegoalde Tolosa    | 5 - 2 | El Palmar           | 13 de diciembre | 19:00        | Berazubi             |     |
| Valdetires Meirás  | 6 - 2 | Racing de Santander | 13 de diciembre | 19:15        | Ensanche             |     |
| Nazaret            | 7 - 6 | Ourense             | 14 de diciembre | 12:00        | Ruiz Mateos          |     |
| Racing Delicias    | 1 - 6 | Kettal Fuenlabrada  | 14 de diciembre | 18:00        | Ciudad de Zaragoza   |     |

| Femesala Elche     | 3 - 0 | Valdetires Meirás   | 20 de diciembre | 12:00 | Altabix        |  |
| Ourense            | 6 - 4 | Hegoalde Tolosa     | 20 de diciembre | 12:00 | Los Remedios   |  |
| El Palmar          | 4 - 6 | Teldeportivo        | 20 de diciembre | 18:00 | Mun. El Palmar |  |
| Foticos Zaragoza   | 1 - 3 | Tecnocasa Móstoles  | 20 de diciembre | 18:00 | La Granja      |  |
| Futsi Navalcarnero | 6 - 6 | Racing Delicias     | 20 de diciembre | 18:00 | La Estación    |  |
| Nazaret            | 7 - 3 | Racing de Santander | 20 de diciembre | 18:00 | Ruiz Mateos    |  |
| Kettal Fuenlabrada | 4 - 5 | UCAM Murcia         | 21 de diciembre | 12:30 | La Cueva       |  |

| Valdetires Meirás   | 4 - 5  | Kettal Fuenlabrada | 10 de enero | 12:00        | Ensanche             |  |
| Hegoalde Tolosa     | 6 - 4  | Nazaret            | 10 de enero | 12:00        | Berazubi             |  |
| Racing de Santander | 1 - 13 | Femesala Elche     | 10 de enero | 18:00        |                      |  |
| Racing Delicias     | 0 - 3  | Foticos Zaragoza   | 10 de enero | 18:00        | Ciudad de Zaragoza   |  |
| Tecnocasa Móstoles  | 6 - 1  | El Palmar          | 10 de enero | 18:00        | Villafontana         |  |
| UCAM Murcia         | 2 - 7  | Futsi Navalcarnero | 10 de enero | 18:00        | Príncipe de Asturias |  |
| Teldeportivo        | 2 - 3  | Ourense            | 10 de enero | 18:00 (h.i.) | Paco Artiles         |  |

| Tecnocasa Móstoles  | 6 - 1 | Ourense            | 17 de enero | 18:00        | Villafontana         |  |
| Racing de Santander | 3 - 2 | Kettal Fuenlabrada | 17 de enero | 18:00        |                      |  |
| Femesala Elche      | 9 - 2 | Nazaret            | 17 de enero | 18:00        | Esperanza Lag        |  |
| UCAM Murcia         | 4 - 2 | Foticos Zaragoza   | 17 de enero | 18:00        | Príncipe de Asturias |  |
| Teldeportivo        | 5 - 2 | Hegoalde Tolosa    | 17 de enero | 18:00 (h.i.) | Paco Artiles         |  |
| Valdetires Meirás   | 0 - 5 | Futsi Navalcarnero | 17 de enero | 19:15        | Ensanche             |  |
| Racing Delicias     | 6 - 1 | El Palmar          | 18 de enero | 12:00        | Ciudad de Zaragoza   |  |

| Hegoalde Tolosa    | 3 - 2 | Tecnocasa Móstoles  | 31 de enero  | 12:00 | Berazubi        |     |
| Nazaret            | 3 - 5 | Teldeportivo        | 31 de enero  | 18:00 | Ruiz Mateos     |     |
| Ourense            | 2 - 1 | Racing Delicias     | 31 de enero  | 18:00 | Os Remedios     | 100 |
| Futsi Navalcarnero | 2 - 4 | Racing de Santander | 31 de enero  | 18:00 | La Estación     |     |
| Kettal Fuenlabrada | 3 - 7 | Femesala Elche      | 31 de enero  | 19:00 | El Trigal       |     |
| El Palmar          | 7 - 5 | UCAM Murcia         | 1 de febrero | 11:30 |                 |     |
| Foticos Zaragoza   | 3 - 2 | Valdetires Meirás   | 1 de febrero | 12:00 | Príncipe Felipe |     |

| Racing de Santander | 6 - 3 | Foticos Zaragoza   | 7 de febrero | 16:00 | Valdesport           |     |
| Femesala Elche      | 4 - 2 | Futsi Navalcarnero | 7 de febrero | 18:00 | Esperanza Lag        |     |
| Tecnocasa Móstoles  | 6 - 2 | Teldeportivo       | 7 de febrero | 18:00 | Villafontana         |     |
| UCAM Murcia         | 7 - 0 | Ourense            | 7 de febrero | 18:00 | Príncipe de Asturias |     |
| Kettal Fuenlabrada  | 6 - 2 | Nazaret            | 7 de febrero | 19:00 | El Trigal            |     |
| Racing Delicias     | 4 - 3 | Hegoalde Tolosa    | 8 de febrero | 12:00 | Ciudad de Zaragoza   |     |
| Valdetires Meirás   | 5 - 2 | El Palmar          | 8 de febrero | 12:30 | A Malata             | 100 |

| Futsi Navalcarnero | 6 - 3  | Kettal Fuenlabrada  | 14 de febrero |              | La Estación        |  |
| El Palmar          | 4 - 3  | Racing de Santander | 14 de febrero |              |                    |  |
| Nazaret            | 5 - 1  | Tecnocasa Móstoles  | 14 de febrero |              | Ruiz Mateos        |  |
| Hegoalde Tolosa    | 4 - 5  | UCAM Murcia         | 14 de febrero |              | Berazubi           |  |
| Ourense            | 3 - 2  | Valdetires Meirás   | 14 de febrero | 17:00        | Os Remedios        |  |
| Teldeportivo       | 3 - 2  | Racing Delicias     | 14 de febrero | 18:00 (h.i.) | Paco Artiles       |  |
| Foticos Zaragoza   | 1 - 11 | Femesala Elche      | 15 de febrero | 12:00        | Ciudad de Zaragoza |  |

| UCAM Murcia                                                                         | 7 - 2 | Teldeportivo       | 28 de febrero | 16:30 | Príncipes de Asturias |  |
| Femesala Elche                                                                      | 9 - 1 | El Palmar          | 28 de febrero | 18:00 | Esperanza Lag         |  |
| Kettal Fuenlabrada                                                                  | 9 - 1 | Foticos Zaragoza   | 28 de febrero | 18:00 | El Trigal             |  |
| Racing de Santander                                                                 | 6 - 4 | Ourense            | 28 de febrero | 18:00 |                       |  |
| Futsi Navalcarnero                                                                  | 8 - 4 | Nazaret            | 29 de febrero | 12:00 | La Estación           |  |
| Racing Delicias                                                                     | 4 - 3 | Tecnocasa Móstoles | 29 de febrero | 12:00 | Ciudad de Zaragoza    |  |
| Valdetires Meirás                                                                   | 4 - 4 | Hegoalde Tolosa    | 1 de mayoN1   | 19:30 | Ensanche              |  |
| Nota 1: Se aplazó ante la imposibilidad de viajar del Hegoalde a causa de la nieve. |       |                    |               |       |                       |  |

| Hegoalde Tolosa    | 5 - 2  | Racing de Santander | 6 de marzo | 16:30        | Berazubi     |  |
| Ourense            | 3 - 11 | Femesala Elche      | 6 de marzo | 17:00        | Los Remedios |  |
| Tecnocasa Móstoles | 2 - 1  | UCAM Murcia         | 6 de marzo | 18:00        | Villafontana |  |
| Teldeportivo       | 5 - 1  | Valdetires Meirás   | 6 de marzo | 18:00 (h.i.) | Paco Artiles |  |
| El Palmar          | 3 - 4  | Kettal Fuenlabrada  | 7 de marzo | 11:30        |              |  |
| Foticos Zaragoza   | 2 - 5  | Futsi Navalcarnero  | 7 de marzo | 12:00        | La Granja    |  |
| Nazaret            | 4 - 4  | Racing Delicias     | 7 de marzo | 12:00        | Ruiz Mateos  |  |

| UCAM Murcia         | 7 - 0 | Racing Delicias    | 13 de marzo | 18:00 | Príncipe de Asturias |  |
| Racing de Santander | 8 - 6 | Teldeportivo       | 13 de marzo | 18:00 |                      |  |
| Futsi Navalcarnero  | 8 - 4 | El Palmar          | 13 de marzo | 18:30 | La Estación          |  |
| Valdetires Meirás   | 5 - 5 | Tecnocasa Móstoles | 13 de marzo | 19:00 | Ensanche             |  |
| Femesala Elche      | 2 - 3 | Hegoalde Tolosa    | 13 de marzo | 19:30 | Esperanza Lag        |  |
| Foticos Zaragoza    | 3 - 1 | Nazaret            | 14 de marzo | 12:00 | La Granja            |  |
| Kettal Fuenlabrada  | 5 - 4 | Ourense            | 14 de marzo | 12:00 | El Trigal            |  |

| Hegoalde Tolosa    | 4 - 3 | Kettal Fuenlabrada  | 20 de marzo | 18:00        | Berazubi           |  |
| Ourense            | 4 - 3 | Futsi Navalcarnero  | 20 de marzo | 18:00        | Os Remedios        |  |
| Tecnocasa Móstoles | 7 - 1 | Racing de Santander | 20 de marzo | 18:00        | Villafontana       |  |
| Teldeportivo       | 1 - 9 | Femesala Elche      | 20 de marzo | 18:00 (h.i.) | Paco Artiles       |  |
| Racing Delicias    | 3 - 5 | Valdetires Meirás   | 21 de marzo | 12:00        | Ciudad de Zaragoza |  |
| El Palmar          | 4 - 5 | Foticos Zaragoza    | 21 de marzo | 12:00        | Mun. El Palmar     |  |
| Nazaret            | 1 - 5 | UCAM Murcia         | 21 de marzo | 12:00        | Ruiz Mateos        |  |

| El Palmar           | 6 - 5  | Nazaret            | 17 de abril | 16:00 |               |     |
| Futsi Navalcarnero  | 7 - 3  | Hegoalde Tolosa    | 17 de abril | 18:00 | La Estación   |     |
| Racing de Santander | 5 - 5  | Racing Delicias    | 17 de abril | 18:00 |               |     |
| Femesala Elche      | 10 - 1 | Tecnocasa Móstoles | 17 de abril | 18:00 | Esperanza Lag |     |
| Valdetires Meirás   | 4 - 4  | UCAM Murcia        | 17 de abril | 18:00 | Ensanche      | 100 |
| Kettal Fuenlabrada  | 5 - 4  | Teldeportivo       | 17 de abril | 18:00 | El Trigal     |     |
| Foticos Zaragoza    | 6 - 4  | Ourense            | 18 de abril | 12:00 | La Granja     |     |

| Nazaret            | 2 - 5 | Valdetires Meirás   | 25 de abril | 12:00        | Ruiz Mateos          | 100 |
| Hegoalde Tolosa    | 5 - 1 | Foticos Zaragoza    | 8 de mayo   | 18:00        | Berazubi             |     |
| Tecnocasa Móstoles | 4 - 5 | Kettal Fuenlabrada  | 8 de mayo   | 18:00        | Villafontana         |     |
| UCAM Murcia        | 6 - 3 | Racing de Santander | 8 de mayo   | 18:00        | Príncipe de Asturias |     |
| Teldeportivo       | 4 - 1 | Futsi Navalcarnero  | 8 de mayo   | 18:00 (h.i.) | Paco Artiles         |     |
| Racing Delicias    | 0 - 7 | Femesala Elche      | 8 de mayo   | 19:00        | Ciudad de Zaragoza   |     |
| Ourense            | 5 - 4 | El Palmar           | 9 de mayo   | 12:00        | Los Remedios         |     |

| Ourense             | 6 - 4 | Nazaret            | 15 de mayo | 12:00 | Os Remedios   |     |
| Racing de Santander | 0 - 1 | Valdetires Meirás  | 15 de mayo | 18:00 | Valdesport    | 100 |
| El Palmar           | 2 - 7 | Hegoalde Tolosa    | 15 de mayo | 18:00 |               |     |
| Futsi Navalcarnero  | 4 - 3 | Tecnocasa Móstoles | 15 de mayo | 18:00 | La Estación   |     |
| Foticos Zaragoza    | 4 - 1 | Teldeportivo       | 15 de mayo | 18:00 | La Granja     |     |
| Femesala Elche      | 7 - 4 | UCAM Murcia        | 15 de mayo | 19:00 | Esperanza Lag |     |
| Kettal Fuenlabrada  | 6 - 3 | Racing Delicias    | 15 de mayo | 19:00 | El Trigal     |     |

| Valdetires Meirás   | 2 - 7 | Femesala Elche     | 22 de mayo |              |                    |  |
| Tecnocasa Móstoles  | 6 - 3 | Foticos Zaragoza   | 22 de mayo | 18:00        | Villafontana       |  |
| Teldeportivo        | 5 - 5 | El Palmar          | 22 de mayo | 18:00 (h.i.) | Paco Artiles       |  |
| UCAM Murcia         | 6 - 1 | Kettal Fuenlabrada | 22 de mayo |              |                    |  |
| Racing Delicias     | 4 - 3 | Futsi Navalcarnero | 22 de mayo | 18:30        | Ciudad de Zaragoza |  |
| Racing de Santander | 4 - 8 | Nazaret            | 22 de mayo |              |                    |  |
| Hegoalde Tolosa     | 4 - 2 | Ourense            | 22 de mayo | 20:00        | Berazubi           |  |

| Kettal Fuenlabrada | 5 - 2  | Valdetires Meirás   | 29 de mayo |       | El Trigal     |  |
| Nazaret            | 5 - 0  | Hegoalde Tolosa     | 29 de mayo | 18:30 | Ruiz Mateos   |  |
| Femesala Elche     | 10 - 1 | Racing de Santander | 29 de mayo | 18:30 | Esperanza Lag |  |
| Foticos Zaragoza   | 0 - 2  | Racing Delicias     | 29 de mayo | 18:30 | La Granja     |  |
| El Palmar          | 3 - 5  | Tecnocasa Móstoles  | 29 de mayo |       |               |  |
| Ourense            | 4 - 4  | Teldeportivo        | 29 de mayo | 19:00 | Remedios      |  |
| Futsi Navalcarnero | 3 - 1  | UCAM Murcia         | 29 de mayo |       | La Estación   |  |